# Constantino Armesto Cobián
Constantino Armesto Cobián (Pontevedra, 1823 - Madrid, 28 de desembre de 1899), fou un periodista i polític gallec.

## Trajectòria
Fundà La Revista, un dels primers periòdics de Pontevedra i, el 1859, El Propagandista, periòdic republicà federal. Fou col·laborador d'El Progreso, La Voz del Pueblo i El Derecho. Fundà el Partit Republicà de Pontevedra. Es traslladà a Madrid, on va escriure a La Democracia, El Crédito, La Discusión i treballà com a redactor de La Capital de Francesc Pi i Margall. Va prendre part activa en els esdeveniments de la Revolució de 1868, que donaren lloc al Sexenni Democràtic. Després milità al Partit Liberal i va ser governador civil d'Ourense, Girona (1874), Guipúscoa, Lugo (1881), Alacant (1886) i Còrdova (1888). Fou elegit diputat pel districte de Ponteareas en 1872 i tornà a ser elegit pel mateix districte a les eleccions generals espanyoles de 1881, encara que el 9 d'abril de 1883 fou anul·lada l'elecció per sentència del Tribunal d'actes greus.
Era oncle d'Indalecio Armesto i avi de Víctor Said Armesto.